# Акустична обробка нафтових свердловин
Технологія акустичної обробки свердловин застосовується для підвищення нафтовилучення. Вона заснована на перетворенні електричної енергії змінного струму в енергію пружних хвиль з частотою коливань 20 кГц в інтервалі перфорації свердловини. Частота ультразвукової хвилі визначає її специфічні особливості: можливість розповсюдження спрямованими пучками і можливість генерації хвиль, що переносять значну механічну енергію.
При взаємодії акустичного поля з фазами гірських порід досягається: збільшення їх проникності завдяки змінам структури пустотного простору; руйнування мінеральних солевідкладів; акустична дегазація і зниження в'язкості нафти; залучення в розробку низькопроникних і закольматованих пропластків порід продуктивного пласта. Технологія забезпечує збереження цілісності експлуатаційної колони і цементного кільця за нею і низькі витрати. При цьому використовується мобільна малогабаритна апаратура, процес впливу є технічно і фізіологічно безпечним та екологічно чистим. Час обробки однієї свердловини не перевищує 8 годин.
Для акустичної обробки в першу чергу рекомендується вибирати свердловини при зниженні продуктивності в процесі експлуатації більш ніж на 30%, фільтраційної неоднорідності по потужності пласта, відсутності заколонних перетоків в свердловині, наявності перемичок потужністю більше 1 м, які поділяють інтервал перфорації від водонасиченого пласта, та ін.
Апаратура для акустичної обробки свердловин складається з свердловинного джерела акустичних коливань магнітострикційного або п'єзокерамічного типу і наземної геофізичної станції, яка містить генератор і орган управління частотою та інтенсивністю акустичного поля, створюваного свердловинним генератором.
За результатами геофізичних досліджень в продуктивному пласті встановлюють інтервали обробки. Спуск і підйом випромінювача в інтервал перфорації здійснюється каротажним підйомником на геофізичному кабелі. Режим роботи свердловинного снаряда може бути безперервним (монохроматичне випромінювання) і імпульсним. При імпульсному режимі ширше спектр частот, що дозволяє реалізувати умови резонансу в оброблюваної середовищі, і при цьому амплітудне значення енергії в імпульсі істотно вище, ніж в безперервному випромінюванні. Успішність обробки досягає 80%.